# Jesper Dahl-Jörgensen

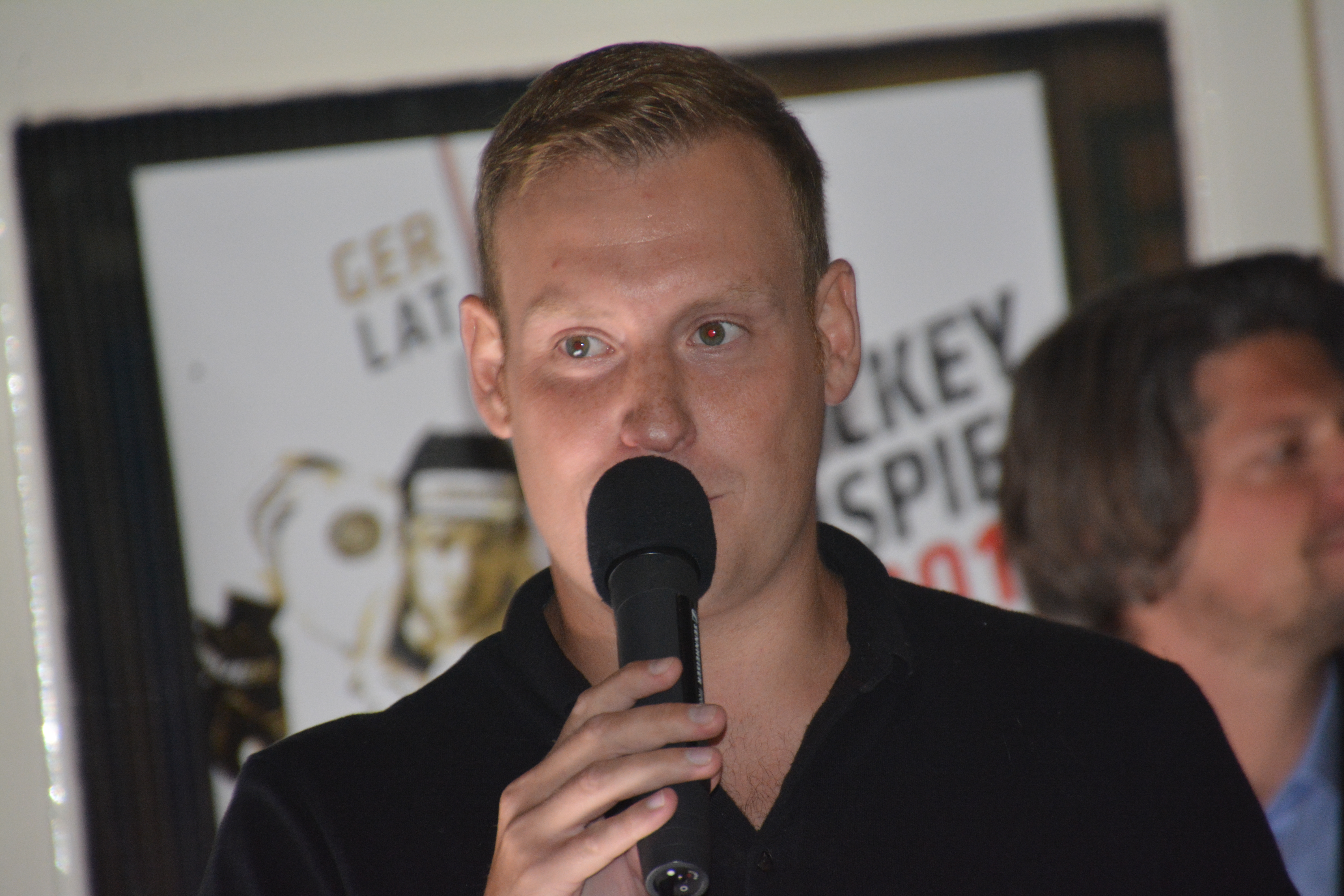
Jesper Dahl-Jörgensen

Jesper Dahl-Jörgensen (* 12. Oktober 1985 in Herne, Deutschland) ist ein deutsch-dänischer Journalist, der besonders im deutschen Eishockey bekannt ist. Als Pressesprecher des Herner Eissportvereins (HEV) 2007 e. V. und des Vorgängervereins Herner Eissportgemeinschaft e. V. (HEG) machte er sich einen Namen. Zudem ist er Mitbegründer des Eishockeytalks „Overtime“, der monatlich mit Größen des Sportes stattfindet.

## Leben
Geboren wurde Jesper Dahl-Jörgensen in Herne, Nordrhein-Westfalen. Nach seinem Abitur am Haranni-Gymnasium folgten elf Monate Zivildienst bei den Werkstätten für Behinderte (WfB). Im Anschluss absolvierte Dahl-Jörgensen ein Praktikum bei der Westdeutschen Allgemeinen Zeitung (WAZ) und begann Medienwissenschaften an der Ruhr-Universität Bochum zu studieren. Studienbegleitend arbeitete Dahl-Jörgensen weiterhin bei der WAZ und bei dessen Herner Ableger, dem „Wochenblatt“. Erste Moderationsversuche unternahm er beim Internetsender „StadtTV Bochum“. 2011 wechselte Dahl-Jörgensen an das Bildungszentrum des Handels e. V. in Recklinghausen, wo er als Dozent arbeitete. Hier sah er die Vermittlung von Medienkompetenz als wichtigen Schwerpunkt seiner Tätigkeit an. Seit 2013 arbeitet er als Leiter der Presse- und Marketingabteilung der Wohnungsgenossenschaft Herne-Süd eG. 2013 nahm er zudem an einem Comedy-Programm der Stadt Herne teil, bei dem es um die fiktive Wahl zum Oberbürgermeister ging. 2014 erhielt Jesper Dahl-Jörgensen seinen Master im Bereich der Medienwissenschaft.

## Rhein-Ruhr-Presse
2007 gründete Dahl-Jörgensen die Presseagentur „Rhein-Ruhr-Presse“. Da er als freier Journalist keine Handhabe über die Veröffentlichung seiner Artikel hatte, schuf er mit der Rhein-Ruhr-Presse ein Portal, auf dem zunächst nur seine eigenen Artikel veröffentlicht wurden. Mit der Zeit baute er den Umfang der Agentur aus und fungierte als Nachrichtenportal für Nordrhein-Westfalen. Mit ersten Presse- und Werbeartikeln für kleine Unternehmen und Firmen finanzierte er sich das Projekt. 2009 übergab Dahl-Jörgensen aus Zeitgründen die Haupttätigkeit der Agentur an seine Mutter Cornelia Dahl-Jörgensen.

## Eishockey
Parallel zu seiner beruflichen Laufbahn betreut Dahl-Jörgensen ehrenamtlich die Presse- und Öffentlichkeitsarbeit des Herner Eishockeysports, zunächst bei der Herner Eissportgemeinschaft (HEG). 2007 beendete er jedoch diese Arbeit, da die Vereinsführung wechselte und er mit der nachfolgenden Führung keinen gemeinsamen Nenner fand. 2010 kehrte er dann zum Eissport zurück. Unter der Führung des Herner Eissportvereins übernahm Dahl-Jörgensen die Presse- und Öffentlichkeitsarbeit des Vereins. Als Redakteur des Stadionmagazins etablierte er die CrossCheck als Zwei-Medium des Vereins. Hierbei gründete Dahl-Jörgensen nicht nur eine Facebook-Seite des Magazins, sondern legte auch den Grundstein für ein NetRadio, das vor allem bei Auswärtsspielen des Vereins eine große Beliebtheit erlangt hat. Als Moderator der Pressekonferenzen konnte Dahl-Jörgensen seine Moderationskenntnisse weiter ausbauen.

## Overtime
2015 gründete er zusammen mit dem Journalisten Holger Kuhlmann und dem ehemaligen Trainer Uwe Malz das Talkshow-Format „Overtime“. In drei Drittel untergliedert, stehen dabei bekannte Namen der Eishockeyszene (unter anderem auch Servus-TV-Moderator Holger Speckhahn, Kölner-Haie-Assistenztrainer Franz-David Fritzmeier oder DEL2-Geschäftsführer René Rudorisch) vor der Kamera und nehmen Stellung zu aktuellen Themen. Die erste Sendung wurde am 4. Juni 2015 in der Gysenberghalle in Herne aufgenommen.